# Mare Nectaris

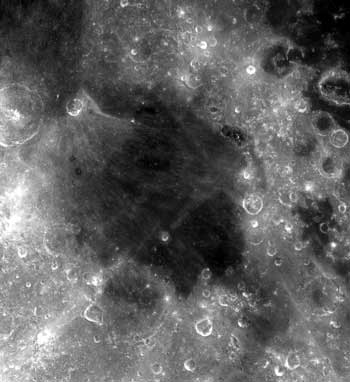
Mare Nectaris

Mare Nectaris (Latijn: zee der nectar) is een mare in het oostelijk gebied van de naar de Aarde toegekeerde kant van de Maan.

## Beschrijving
Mare Nectaris heeft een oppervlakte van 101.000 km2. Het inslagbekken van de Mare Nectaris is ongeveer een kilometer diep en is ontstaan gedurende het Nectarium en Vroeg Imbrium. Het vloedbasalt dat het bekken opgevuld heeft is afkomstig uit het Laat Imbrium. De krater Theophilus in het noordwesten van de mare is jonger, uit het Eratosthenium. Door subsidentie zijn breukstructuren ontstaan aan de westkant van de Mare Nectaris.

## Locatie

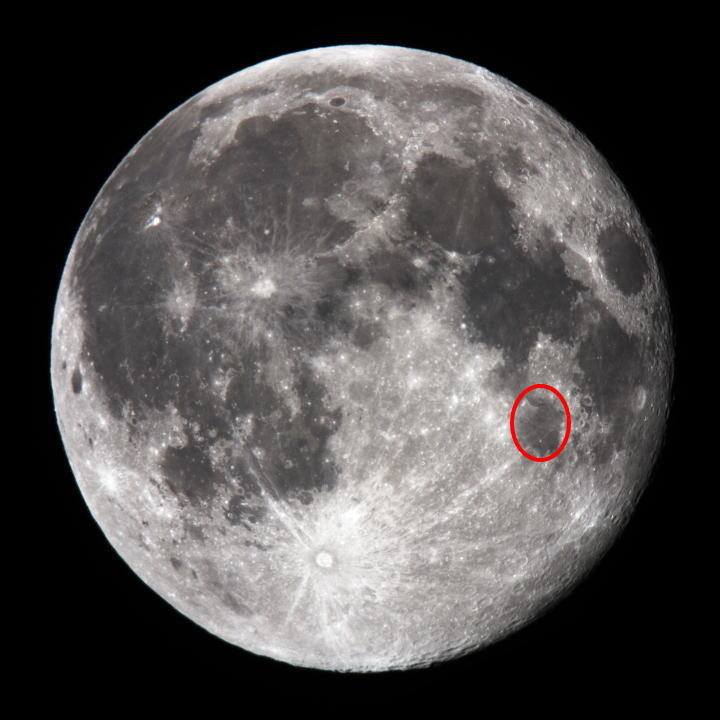
De locatie van Mare Nectaris

Mare Nectaris bevindt zich ten zuiden van Mare Tranquillitatis (waarvan hij via Sinus Asperitatis in feite een uitloper is), ten westen van Mare Fecunditatis en ten oosten van de Montes Pyrenaeus. Zuid van het midden van Mare Nectaris ligt de inslagkrater Rosse. Ten zuidwesten van het Nectaris inslagbekken ligt het zuidwestelijke fragment van de omhullende ring, bekend als het Altai gebergte (Rupes Altai).

## Naamgeving
De benaming Mare Nectaris is afkomstig van Giovanni Battista Riccioli. Eerder gaven Michael van Langren en Johannes Hevelius er respectievelijk de benamingen Sinus Batavicus  en Sinus Extremus Ponti  aan.

## Twentynine East Ridge
Op 29° oost, ten noorden van de verweerde krater Beaumont en ten zuidzuidoosten van de geprononceerde inslagkrater Theophilus, bevindt zich een noord-zuid gerichte oneffenheid die onder ideale omstandigheden vrij gemakkelijk waargenomen kan worden met behulp van amateurtelescopen. Deze formatie heeft nooit een officieel erkende benaming gekregen, maar kan het best herkend worden als de Twentynine East Ridge, omdat het zich op exact 29° oost bevindt. Een aards equivalent van de Twentynine East Ridge is de Ninety East Ridge op de vloer van de Indische Oceaan.

## Daguerre's inslagkratertje met 270° ejectadeken
In het westelijke gedeelte van de sterk verweerde krater Daguerre tegen de noordelijke binnenrand van Mare Nectaris bevindt zich een inslagkratertje met een helder deken van uitgeworpen materiaal. Een gebied van ongeveer 90° in dit deken van uitgeworpen materiaal ontbreekt echter, hetgeen dit kratertje een merkwaardig uitzicht geeft. Dit kratertje werd in detail gefotografeerd tijdens de missie van Apollo 16 in 1972. Orbitale Hasselblad foto AS16-120-19235 (Magazine V) toont een overzicht van Daguerre en het ejectadeken. Dit kratertje, alsook het 270° ejectadeken, kan vanaf de aarde waargenomen worden mits gebruik van sterke amateurtelescopen en aangekoppelde digitale webcam technologie.

## Kleurenanomalie in Beaumont L
Het komvormige kratertje Beaumont L ten zuidzuidoosten van de geprononceerde inslagkrater Theophilus vertoonde volgens de astronauten van Apollo 14 (1971) een kleurenanomalie. De baan van het rondcirkelende moederschip Kitty Hawk (van Apollo 14) dat bestuurd werd door CMP Stuart Roosa lag ook boven het noordelijke gebied van Mare Nectaris, waar het kratertje Beaumont L de aandacht trok. De astronauten beschreven de kleuren in Beaumont L als: rusty colored bands and a brownish hue on the crater floor. De vraag of deze kleurenanomalie vanaf de aarde kan waargenomen worden, met behulp van amateurtelescopen en aangekoppelde webcams, wacht nog op een antwoord.

## De ringvormigespookkraterGaudibert H
Een uitdaging voor maanwaarnemers die op zoek zijn naar moeilijk zichtbare kraterrestanten (spookkraters) vormt de ringvormige krater Gaudibert H in het noordoostelijke gedeelte van Mare Nectaris. Gaudibert H kan enkel waargenomen worden kort na de lokale zonsopkomst en kort voor de lokale zonsondergang. Gedurende deze momenten komen de schaduwen van oneffenheden op het maanoppervlak beter tot hun recht.